# Лінчепінзький університет
Лінчепінзький університет (швед. Linköpings universitet, LiU) — вищий навчальний заклад в Лінчепізі, один з найбільших університетів Швеції.
Хоча перша згадка про навчальний заклад у Лінчепізі сягає 1120 року, сучасний університет відкритий в 1975 році на базі філії Стокгольмського університету, який діяв у місті з 1967 року. В 1977 році до університету приєднані педагогічні коледжі Лінчепінга і розташованого в 40 км Норрчепінга.
У 2016 році штат співробітників університету налічував майже 4 тис. осіб, більша частина — професорський склад, чисельність студентів — близько 27 тис.

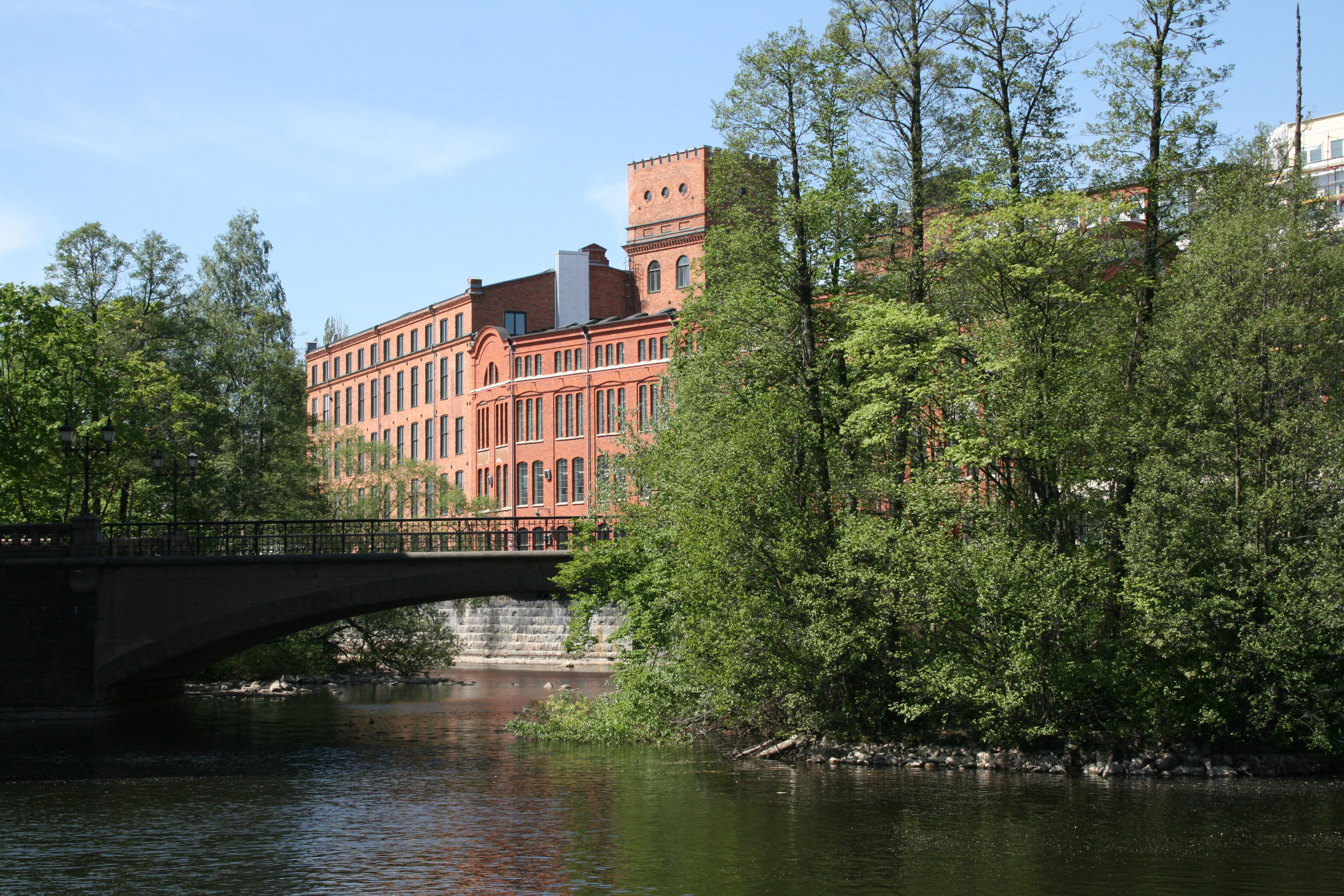
Kåkenhus — філія університету в Норрчепінзі.

Університет пропонує 120 навчальних програм, 550 вчительських курсів і міждисциплінарні дослідження для випускників, аспірантів і докторантів. Першим серед шведських університетів ввів магістратуру з промислового менеджменту. У 1986 році університет ввів практичний курс з медицини. У 2007 медичний та інженерний факультети визнані Департаментом вищої освіти Швеції кращими вузівськими центрами.